# 高級言語計算機
高級言語計算機（こうきゅうげんごけいさんき、高水準言語マシンなどとも）は、高水準プログラミング言語の持つ言語機能やデータベースへのクエリなどを直接ないし直接に近い水準でハードウェアが支援するコンピュータである。Prologマシンの推論支援機構などは少しその範囲を越えるが、基本的にノイマン型の範囲内であり、「ノイマン型コンピュータに代わるもの」という認識は間違いである。
ソースコードをそのまま実行するようなものもあるが、無駄が多く稀である。だいたい、コンパイラの内部表現として使われたり、インタプリタが実行するような中間表現や中間言語のようなものを直接実行する、といったようなものが多い。
CISC同様ないしそれ以上に複雑になる処理のためにマイクロプログラム方式で実装されることも多い。

## 文献
- 「高級言語マシン」『情報処理』（「専用プロセッサの方式とシステム構成特集号」）Vol. 18, No. 4 （1977年） http://id.nii.ac.jp/1001/00007342/
- 『計算機システムの構造―バロース大型計算機シリーズ―』（1978年） http://www.kyoritsu-pub.co.jp/bookdetail/9784320020979
- 坂村健『インタプリティング計算機―B1700/1800/1900シリーズ―』（1983年） http://www.kyoritsu-pub.co.jp/bookdetail/9784320021907
- 雨宮真人 田中譲『コンピュータアーキテクチャ』（1988年） ISBN 4274074269
- 日比野靖「高級言語計算機」『電子情報通信学会誌』（特集「あの技術は今・・・---技術の変遷と 21 世紀への展望---」）Vol. 78, No. 11（1995年） http://www.ieice.org/jpn/books/mokuji/1995/1995_11.html